# Cmentarz żydowski w Myśliborzu
Cmentarz żydowski w Myśliborzu – kirkut powstał na początku XIX wieku. Mieścił się przy obecnej ul. Strzeleckiej. Po 1945 nekropolia została zlikwidowana. Obecnie na miejscu kirkutu stoi budynek mieszkalny.